# Amargosawoestijn
De Amargosawoestijn (Engels: Amargosa Desert; ook Great Amargosa Desert of Amargosa Valley) is een woestijn en een vallei op de grens van de Amerikaanse staten Californië en Nevada. De woestijn ligt in de county's Inyo en Nye en grotendeels ten zuiden van de U.S. Route 95. De Amargosa Desert strekt zich over een lengte van tachtig kilometer uit van Beatty naar een gebied ten noordwesten van Pahrump. De woestijn wordt omringd door verschillende gebergten en aan de andere kant van het westelijke gebergte ligt Death Valley. Deze gebergten hebben steile en kale hellingen en het gemiddelde hoogteverschil tussen de Amargosa Desert en de omringende gebergten bedraagt 640 meter. De hoogtes van de woestijn zelf variëren tussen de 750 en 900 meter boven zeeniveau.
De Amargosa Desert heeft weinig vegetatie door het droge klimaat; een uitzondering daarop is Ash Meadows National Wildlife Refuge, dat de grootste oase binnen het gebied omvat. Ook stroomt er een beek door de woestijn, de Amargosa. Er bevinden zich echter geen permanente meren binnen de Amargosa Desert. De United States Geological Survey heeft in de woestijn sinds 1976 een onderzoeksstation met de naam "Amargosa Desert Research Site". Daar wordt onder andere onderzoek gedaan naar de onverzadigde zone.
De Amargosa Desert is vernoemd naar de Amargosa, die door de woestijn stroomt. Amargosa is afgeleid van het Spaanse woord amargoso, dat "bitter" betekent, als verwijzing naar de waterkwaliteit van de Amargosa.